# Зависнути у Палм-Спрінгс
«Зависнути у Палм-Спрінгс» (англ. Palm Springs) — фантастична романтична комедія з Енді Сембергом і Крістін Міліоті в головних ролях. У фільмі також знялися Пітер Галлагер і Джонатан Сіммонс.
Прем'єра стрічки відбулася в січні 2020 року на кінофестивалі «Санденс».

## Сюжет
Найлз прокидається зі своєю дівчиною Місті на весіллі Тали і Ейба дев'ятого листопада. Під час церемонії головний герой виступає з промовою, допомагаючи сестрі нареченої Сарі. Найлз і Сара проводять вечір разом гуляючи каліфорнійською пустелею. Однак, раптово у цей час літній чоловік на ім'я Рой стріляє в Найлза з лука. Поранений головний герой повзе до печери неподалік, з якої сяє дивне світло і попереджає Сару, щоб вона не йшла за ним. Тим не менш, Сара заходить в печеру і потрапляє у часову петлю.
Сара прокидається і розуміє, що сьогодні знову дев'яте листопада та весілля її сестри. Вона зустрічається з Найлзом, який пояснює, що вони потрапили у часову петлю і він не знає, як з неї вибратися. 

## В ролях
- Енді Семберг — Найлз
- Крістін Міліоті — Сара
- Джонатан Сіммонс — Рой
- Каміла Мендес — Тала
- Тайлер Геклін — Ейб
- Мередіт Хагнер — Місті
- Дейл Діккі — Дарла
- Кріс Пенг — Тревор
- Пітер Галлахер — Говард
- Джун Сквібб — Нана Шліффен
- Жаклін Обрадорс — Піа
- Тонгай Чіріса — Джеррі

## Виробництво
Енді Сіара написав перший варіант сценарію до фільму «Зависнути в Палм-Спрінгс», будучи студентом другого курсу AFI. На той момент у сюжеті були відсутні елементи фантастики, крім того, за словами сценариста, спочатку він нагадував скоріше «Залишаючи Лас-Вегас», ніж «День бабака».
Проект був анонсований в листопаді 2018 року, після того як отримав податковий кредит на виробництво в Палм-Спрінгс (Каліфорнія). Стало відомо, що головну роль у фільмі виконає Енді Семберг, а також в картині зіграють Крістін Міліоті і Джонатан Сіммонс. У квітні 2019 року до касту приєдналася Каміла Мендес. У цьому ж місяці почалися зйомки.

## Маркетинг
Оригінальний трейлер фільму був опублікований в інтернеті компанією Hulu 16 червня 2020 року.

## Реліз
Прем'єра фільму відбулася на кінофестивалі Санденс 26 січня 2020 року. Незабаром після цього компанії Neon і Hulu придбали права на дистрибуцію стрічки за рекордні 17,5 мільйона доларів, побивши попередній рекорд за найвищий продаж фільму на кінофестивалі Санденс на 0,69 долара. Відомо, що сума фінальної угоди з урахуванням гарантій склала 22 млн $. Фільм вийшов в американський прокат, а також став доступний до перегляду на онлайн-сервісі Hulu 10 липня.

## Критика
Рейтинг фільму на Rotten Tomatoes, заснований на 93 рецензіях із середньою оцінкою 8.23/10, становить 95 %. Консенсус критиків сайту говорить: «Сильна акторська гра, впевнена режисура і оригінальна концепція роблять „Зависнути в Палм-Спрінгс“ ромкомом, у який легко закохатися». На Metacritic середня оцінка фільму, заснована на 33 рецензії кінокритиків, становить 84 з 100, що вказує на загальне визнання».
Девід Ерліх з IndieWire дав оцінку фільму B+ і похвалив фільм за розумну переробку формули Дня бабака. Пітер Дебрюдж з Variety також позитивно оцінив фільм і написав: „Зависнути у Палм-Спрінгс“ відноситься до фільмів з часової петлею так само, як „Вітаємо у Зомбіленді“ — до жанру нежиті: це зухвалий погляд на форму, де більш ранні ітерації були змушені приймати себе всерйоз».